# Pfarrkirche Niederndorf

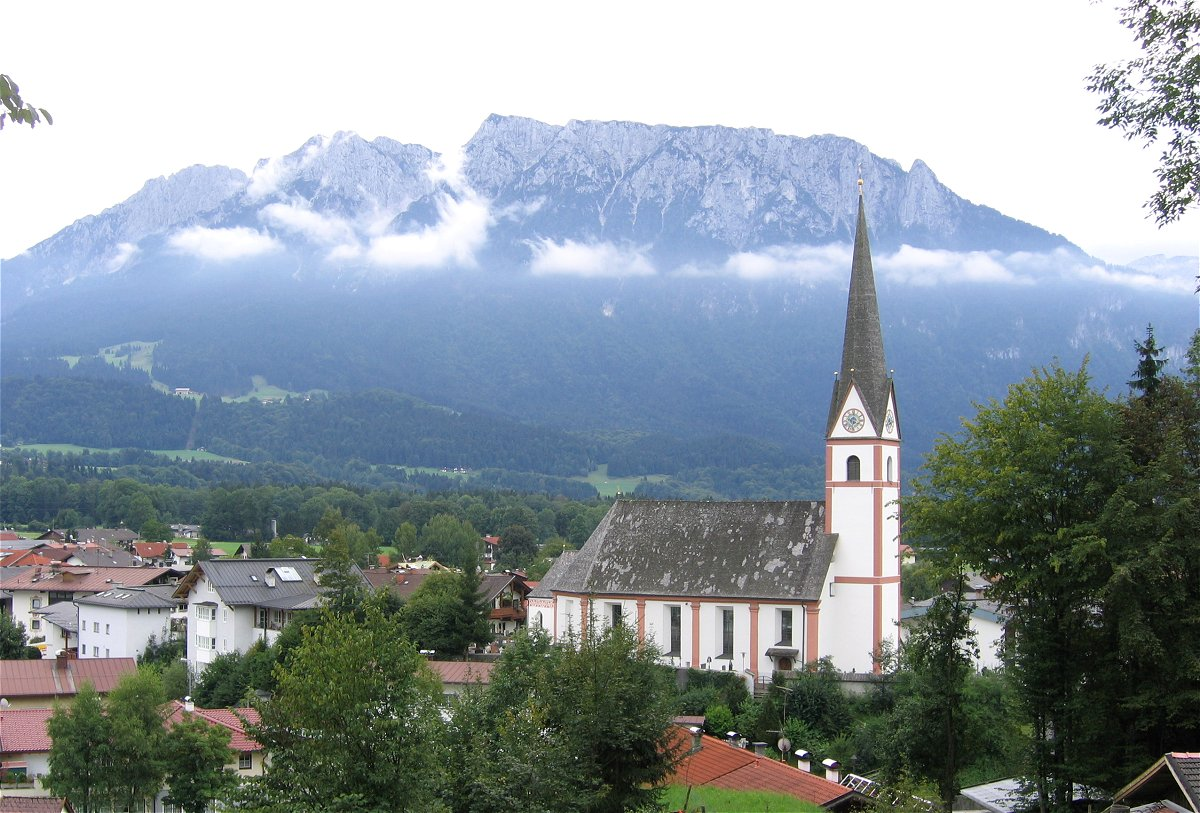
Katholische Pfarrkirche hl. Georg in Niederndorf

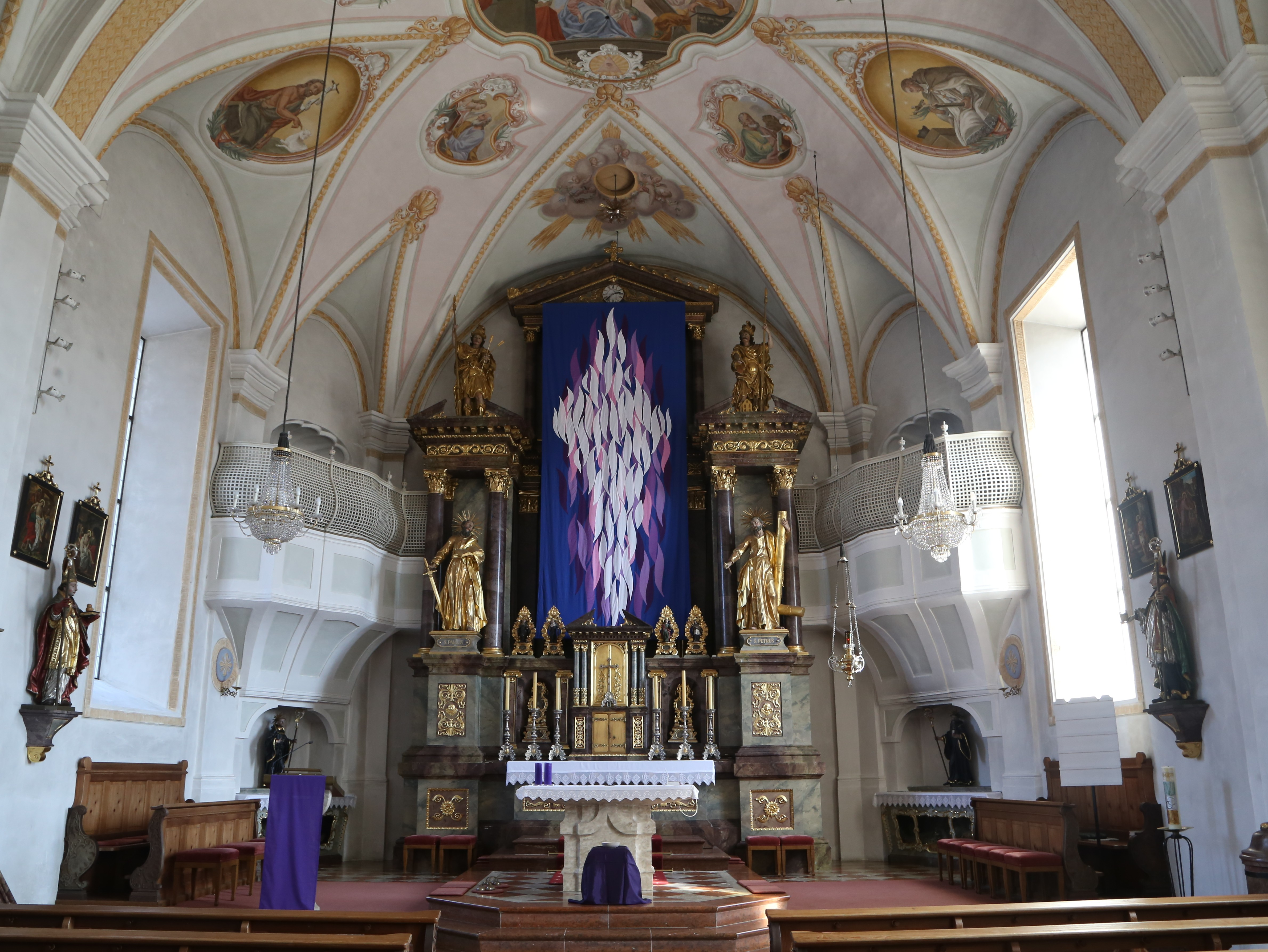
Langhaus, Blick zum Chor

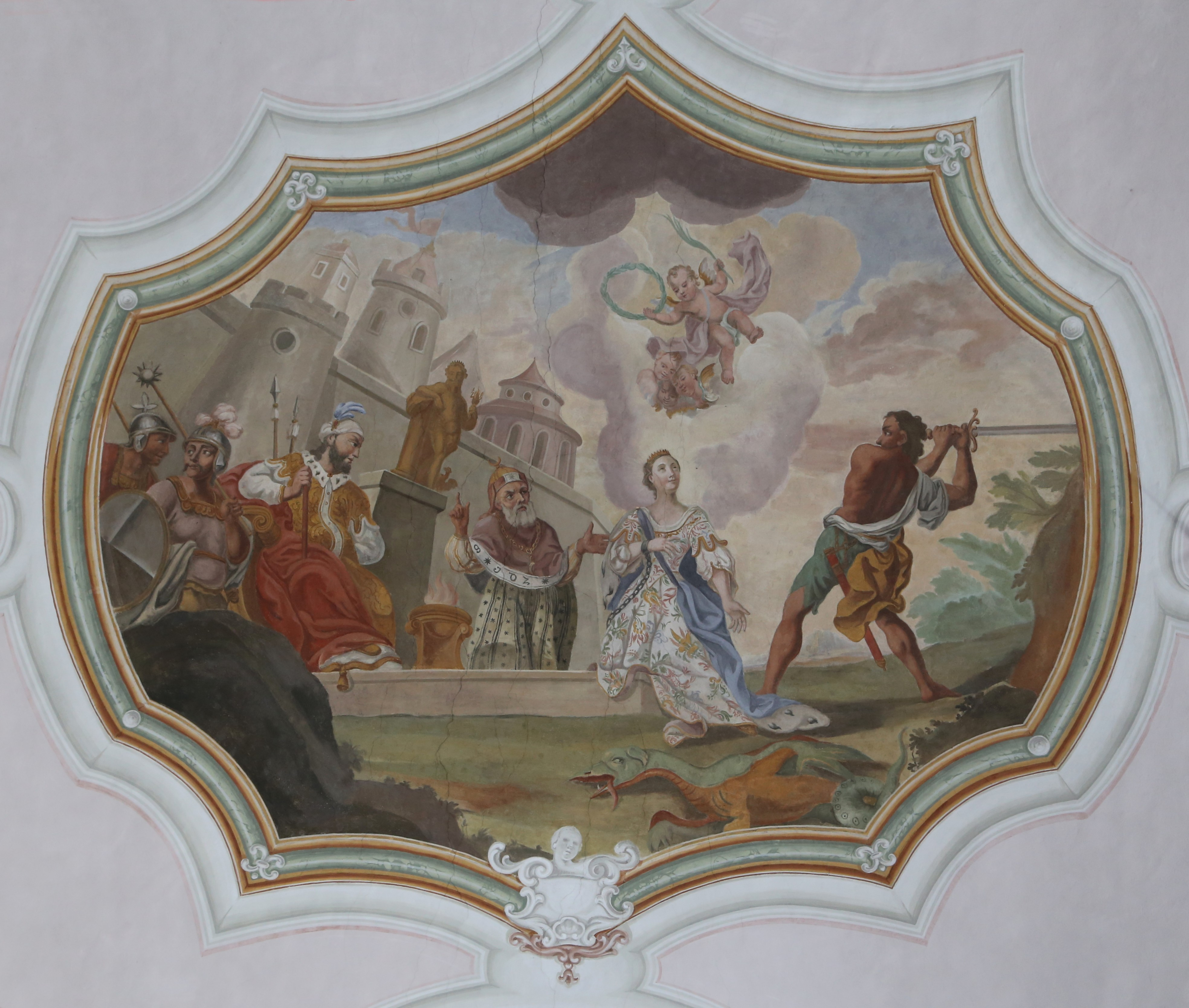
Deckenmalerei

Die Pfarrkirche Niederndorf steht auf einer Anhöhe in der Gemeinde Niederndorf im Bezirk Kufstein im Bundesland Tirol. Die auf den heiligen Georg geweihte römisch-katholische Pfarrkirche gehört zum Dekanat Kufstein der Erzdiözese Salzburg. Die Kirche und der Friedhof stehen unter Denkmalschutz (Listeneintrag).

## Geschichte
Urkundlich wurde 1376 eine Kirche genannt. Der Neubau der Kirche erfolgte ab 1685 nach den Plänen des Architekten Simon Weiser. Die Kirche wurde 1698 geweiht. Die Kirche wurde 1786 zur Pfarrkirche erhoben. 1948 wurde die Kirche restauriert.

## Architektur
Die barocke Saalkirche mit einem gotischen Turm und ist von einem Friedhof umgeben.
Der im Kern im 13. Jahrhundert errichtete Turm hat südseitig ein rundbogiges wohl romanisches Zwillingsfenster und darüber nach 1550 das gotische Glockengeschoß mit spitzbogigen Schallöffnungen, der Turm trägt einen Giebelspitzhelm. Das barocke Langhaus mit einem gleich breiten polygonal schließenden Chor zeigt an der Fassade eine Pilastergliederung. Die Chorostwand zeigt das Wandgemälde Kreuzigung um 1700. Südlich des Turmes befindet sich eine barocke Ölberggruppe.
Das Kircheninnere zeigt ein dreijochiges Langhaus und den einjochigen Chor mit einem flachen Dreiseitschluss, Langhaus und Chor unter Tonnengewölben mit Stichkappen. Der Chor ist vom Langhaus durch zweischichtige Pilaster und einem Gurtbogen abgesetzt. Die Rechteckfenster haben Laibungen gerahmt mit Stuckborten um 1685. Die zweigeschoßige Westempore steht auf toskanischen Säulen. Im Chor gibt es an den Schrägwänden Oratoriumsemporen aus 1825. Ebendort Apostelkreuze in Stuckmedaillons.
Die Deckenmalereien 1948 freigelegt malte Josef Adam Mölk 1756, im Chor Heilige Familie, die Vier Evangelisten, Johannes der Täufer und Johannes Nepomuk, im Langhaus Drachenkampf des hl. Georg, Enthauptung der hl. Margareta, Mantelspende des hl. Martin, seitlich Verkündigung, Geburt Christi und die Vier Kirchenväter.

## Ausstattung
Den Hochaltar schuf Josef Stumpf 1844 mit einem dreigeschoßigen klassizistische Aufbau, mittig mit der Schnitzfigur Maria bzw. Kreuzigungsgruppe von Kaspar Bichler 1844, die seitlichen Statuen Hll. Peter und Paul wurden vom barocken Altar der Pfarrkirche Kufstein um 1680 hierher übertragen.
Die Orgel baute Bartlme Unterberger 1823, umgebaut von Albert Mauracher 1886. Zwei Glocken nennen Gregor, Elias und Hans Christof Löffler 1557.